# Politique de prédistribution
Une politique de prédistribution est une politique qui vise à faire en sorte que la distribution des revenus primaires soit la moins inégalitaires possibles. À l'inverse, les politiques de redistribution cherchent à corriger les inégalités de marché par l'impôts et les transferts sociaux. Le terme a été forgé par le politologue américain Jacob Hacker.